# نتكوة (مشيز بردسير)
نتکوة (بالفارسية: نتکوه) هي قرية تقع في إيران في البلدة المركزية.